# Segno di Cardarelli
Il sintomo o segno di Cardarelli è una pulsazione anormale della trachea, descritta dal medico e professore Antonio Cardarelli, che può essere riscontrata nei pazienti con una dilatazione o un aneurisma dell'arco aortico.
All'ispezione, il segno di Cardarelli appare come una pulsazione laringo-tracheale sincrona alla sistole cardiaca, per lo più da sinistra a destra, e si ha negli aneurismi e nei tumori mediastinici.
Il segno di Cardarelli può essere sentito facendo pressione sulla cartilagine tiroidea e spostandola alla sinistra del paziente. Ciò aumenta il contatto tra il bronco sinistro e l'aorta, facendo in modo che la pulsazione dell'aorta possa essere avvertita in superficie, qualora l'aneurisma fosse presente.
Infatti la sistole, trasmessa all'aneurisma dell'arco aortico, causa uno spostamento laterale (da sinistra a destra) della laringe e della trachea.